# لا پالما د سربیو
لا پالما د سربیو (به اسپانیایی: La Palma de Cervelló) یک شهرستان در اسپانیا است که در کاتالونیا واقع شده‌است.

## خصوصیات
لا پالما د سربیو ۵٫۴۷ کیلومترمربع مساحت و ۳٬۰۳۵ نفر جمعیت دارد و ۱۰۰ متر بالاتر از سطح دریا واقع شده‌است.